# Hans Ukert
Hans Ukert (* 13. Oktober 1857 in Danzig; † 1930) war ein preußischer Verwaltungsjurist und Landrat.

## Leben
Ukert wirkte als Landrat in Schwerin an der Warthe (1887–1890), im Kreis Posen-West von 1895 bis 1896 sowie im Landkreis Hildesheim (1896–1902). Es folgte die Verwaltungsstationen als Regierungspräsident in Schleswig (1909–1915) und Liegnitz (1915–1919).
Hans Ukert heiratete 1885 Valeria von Gansauge. Ihre gemeinsame Tochter Katharine (* 1892) vermählte sich mit Ernst Wiskott (1879–1934), dem ehemaligen Landrat des Kreises Beeskow-Storkow.
Seit seinem Studium an der Universität Göttingen gehörte er dem Corps Bremensia Göttingen an, dessen Mitglied er 1877 geworden war.